# Reno Bighorns 2012-2013
La stagione 2012-13 dei Reno Bighorns fu la 5ª nella NBA D-League per la franchigia.
I Reno Bighorns arrivarono quinti nella West Division con un record di 16-34, non qualificandosi per i play-off.

## Roster
|    | Naz.                   | Ruolo | Sportivo           | Anno | Alt. | Peso |
| -- | ---------------------- | ----- | ------------------ | ---- | ---- | ---- |
| 7  | Stati Uniti (bandiera) | G     | Walker Russell     | 1982 | 183  | 79   |
| 9  | Stati Uniti (bandiera) | G     | Jack McClinton     | 1985 | 185  | 84   |
| 9  | Stati Uniti (bandiera) | G     | Tajuan Porter      | 1988 | 170  | 70   |
| 10 | Stati Uniti (bandiera) | A     | Mo Charlo          | 1983 | 201  | 95   |
| 10 | Stati Uniti (bandiera) | G     | Josh Selby         | 1991 | 188  | 83   |
| 11 | Stati Uniti (bandiera) | G     | Will Blalock       | 1983 | 185  | 91   |
| 12 | Stati Uniti (bandiera) | G     | Aubrey Coleman     | 1987 | 193  | 91   |
| 12 | Stati Uniti (bandiera) | G     | Dontell Jefferson  | 1983 | 196  | 88   |
| 14 | Stati Uniti (bandiera) | G     | Tony Wroten        | 1993 | 198  | 94   |
| 15 | Stati Uniti (bandiera) | G     | Keyon Dooling      | 1980 | 191  | 88   |
| 15 | Stati Uniti (bandiera) | G     | Orien Greene       | 1982 | 196  | 99   |
| 17 | Stati Uniti (bandiera) | G     | Garrett Temple     | 1986 | 196  | 82   |
| 18 | Stati Uniti (bandiera) | A     | Tyler Honeycutt    | 1990 | 203  | 85   |
| 19 | Stati Uniti (bandiera) | A     | Anthony Richardson | 1983 | 203  | 102  |
| 21 | Stati Uniti (bandiera) | A     | Ronald Dupree      | 1981 | 201  | 95   |
| 21 | Stati Uniti (bandiera) | G     | Kevin Murphy       | 1990 | 198  | 84   |
| 22 | Stati Uniti (bandiera) | G     | Dar Tucker         | 1988 | 193  | 93   |
| 23 | Stati Uniti (bandiera) | G     | Desmon Farmer      | 1981 | 196  | 95   |
| 32 | Stati Uniti (bandiera) | A     | Marcus Landry      | 1985 | 201  | 102  |
| 33 | Stati Uniti (bandiera) | A     | Darnell Jackson    | 1985 | 206  | 115  |
| 33 | Giamaica (bandiera)    | AC    | Samardo Samuels    | 1989 | 206  | 118  |
| 34 | Stati Uniti (bandiera) | GA    | Antoine Wright     | 1984 | 201  | 98   |
| 41 | Stati Uniti (bandiera) | C     | Garrett Green      | 1989 | 211  | 109  |
| 42 | Stati Uniti (bandiera) | AC    | Sean Sonderleiter  | 1980 | 211  | 111  |
| 44 | Giamaica (bandiera)    | C     | Jerome Jordan      | 1986 | 213  | 115  |
| 44 | Stati Uniti (bandiera) | C     | Patrick O'Bryant   | 1986 | 213  | 113  |
| 50 | Stati Uniti (bandiera) | C     | Ralph Sampson      | 1990 | 211  | 109  |

## Staff tecnico
- Allenatori: Paul Mokeski (13-25)[1], Jason Glover (3-9)
- Vice-allenatori: Jason Glover (fino al 12 marzo), Garry Hill-Thomas (dal 21 marzo)[2]
- Preparatore atletico: Jervae Odom